# Kościół św. Jana Nepomucena w Leszczyńcu
Kościół św. Jana Nepomucena w Leszczyńcu – rzymskokatolicki kościół parafialny parafii św. Bartłomieja Apostoła mieszczący się w Leszczyńcu w diecezji legnickiej.

## Historia
Kościół wzniesiony przez protestantów w latach 1751–1754, wielokrotnie remontowany. Jest to budowla salowa na rzucie prostokąta z drewnianymi emporami z trzech stron nawy, z kwadratową wieżą na osi korpusu, zwieńczona hełmem z prześwitem. Korus nakryty mansardowym dachem z lukarnami, naroża wieży i elewacje dzielone lizenami w tynku, okna w opasach zakończone półkoliście.
We wnętrzu zachowały się m.in.: drewniany, polichromowany ołtarz z XVIII w., chrzcielnica drewniana i kamienna, prospekt organowy 25 – głosowyz ok. połowy XVIII w.